# Бутанол-2
Бутанол-2 (втор-бутиловый спирт, метилэтилкарбинол, бутан-2-ол, 2-бутанол, вторичный бутиловый спирт) C4H9OH — органическое соединение, вторичный одноатомный спирт алифатического ряда. 
Представляет собой легковоспламеняющуюся бесцветную жидкость, ограниченно растворимую в воде и неограниченно — в большинстве органических растворителях. Производится в больших масштабах, в основном в качестве прекурсора промышленного растворителя метилэтилкетона.

## Свойства

### Химические свойства
Бутанол-2 является хиральным соединением с одним асимметрическим центром (атом углерода при гидроксильной группе), и, следовательно, может существовать в виде любого из двух оптических изомеров, обозначаемых как (R)-(-)-бутанол-2 и (S)-(+)-бутанол-2. Свойства отдельных оптических изомеров бутанола-2 изучены плохо, поскольку из-за таутомерии достаточно быстро происходит их взаимная  равновесная изомеризация. В данной статье под бутанолом-2 подразумевается его рацемат — смесь (R)- и (S)-изомеров в равном соотношении.
|                   |                   |
|                   |                   |
| (R)-(−)-2-бутанол | (S)-(+)-2-бутанол |

## Получение
Бутанол-2 производится в промышленных масштабах путём гидратации бутилена-2:
В качестве катализатора обычно используется серная кислота. Бутилен-1 также может быть прекурсором в данной реакции для бутанола-2, однако из-за образования бутанола-1 как побочного продукта его используют гораздо реже.
В лаборатории его можно получить по реакции Гриньяра путём взаимодействия бромида этилмагния с ацетальдегидом в абсолютном диэтиловом эфире или тетрагидрофуране:

## Применение
Хотя бутанол-1 иногда используется в качестве самостоятельного растворителя, в основном его применяют как сырьё для получения метилэтилкетона (бутанон, МЭК), более востребованный промышленный растворитель, который содержится во многих бытовых чистящих средствах и средствах для удаления краски.
Летучие эфиры бутанола-2 обладают приятным ароматом и используются в небольших количествах в качестве духов или искусственных ароматизаторов.

## Безопасность
Как и бутанол-1, бутанол-2 обладает низкой острой токсичностью. ЛД50 составляет 4400 мг/кг (крысы, пероральное введение).
Сообщалось о нескольких взрывах во время перегонки бутанола-2, которые происходили, по-видимому, из-за накопления пероксидов с температурой кипения выше, чем у чистого спирта (и, следовательно, его концентрировании в перегонном кубе). Поскольку обычно считается, что спирты, в отличие от простых эфиров, не способны образовывать пероксиды при контакте с кислородом воздуха, эта опасность может быть недооценена. Бутанол-2 относится к химическим веществам, образующим перекиси класса B.

## Интересные факты
В течение долгого времени растворимость бутанола-2 в воде неправильно цитировалась. Ошибка впервые появилась в достаточно авторитетном справочнике Бейльштейна, где правильное значение процитировали с опечаткой (12,5 г/100 мл воды вместо 22,5 г/100 мл воды). На эти данные позже стали ссылаться и другие справочники.